# Ialoutorovsk
Ialoutorovsk (en russe : Ялуторовск) est une ville de l'oblast de Tioumen, en Russie, et le centre administratif du raïon de Ialoutorovsk. Sa population s'élevait à 38 853 habitants en 2021.

## Géographie
Ialoutorovsk est arrosée par la rivière Tobol et se trouve à 75 km au sud-est de Tioumen. 

## Histoire
Ialoutorovsk reçut le statut de ville en 1782. 

## Population

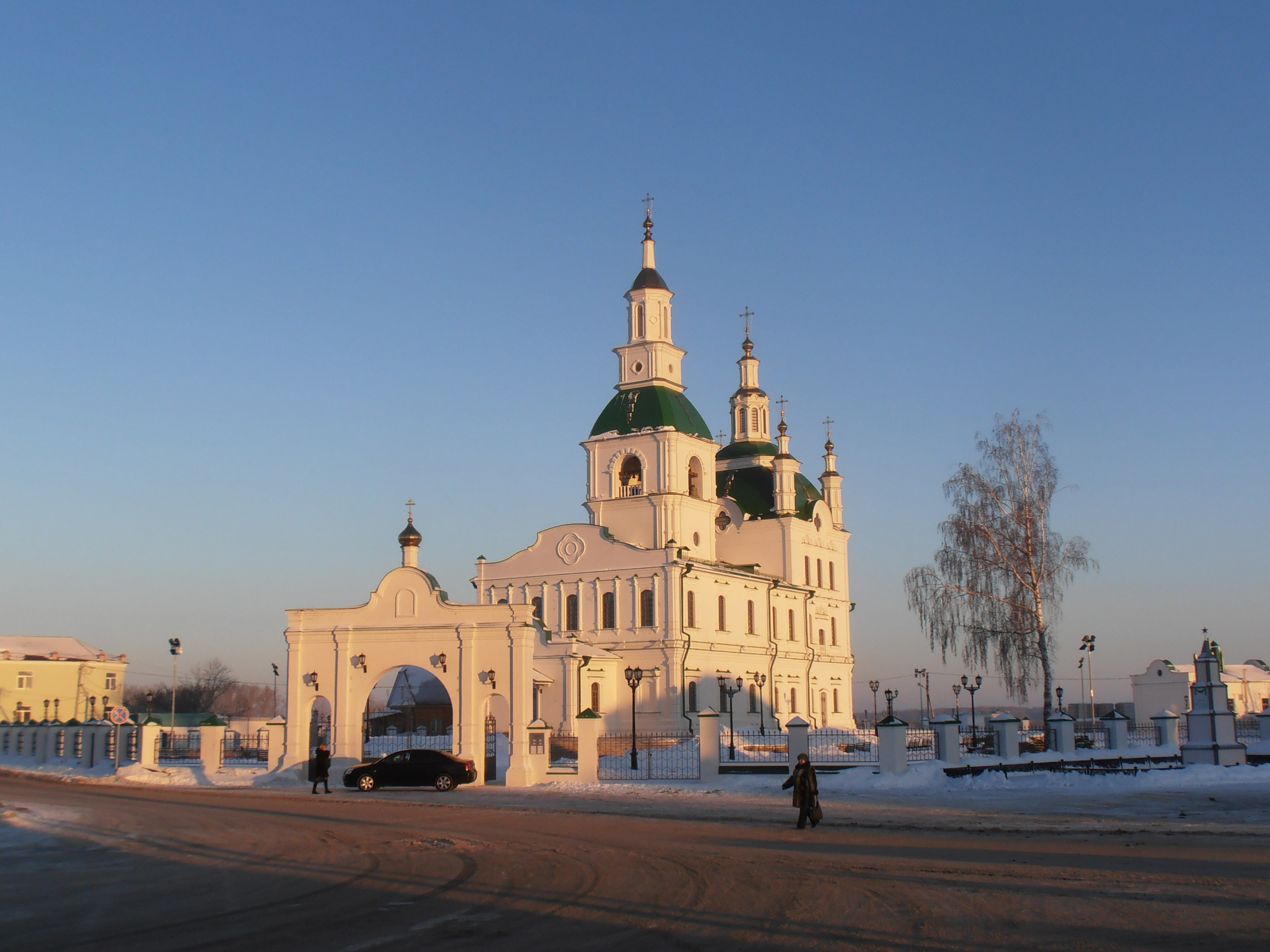
Cathédrale Sretenski à Ialoutovorsk

Recensements (*) ou estimations de la population
| 1856  | 1897* | 1913  | 1926* | 1931  |
| ----- | ----- | ----- | ----- | ----- |
| 3 300 | 3 330 | 6 100 | 5 679 | 6 200 |

| 1939*  | 1959*  | 1970*  | 1979*  | 1989*  |
| ------ | ------ | ------ | ------ | ------ |
| 13 634 | 20 188 | 25 426 | 32 914 | 36 841 |

| 2002*  | 2010*  | 2012   | 2013   | 2014   |
| ------ | ------ | ------ | ------ | ------ |
| 36 088 | 36 493 | 37 024 | 37 488 | 38 327 |

## Transports
La ville se trouve sur le chemin de fer Transsibérien, au kilomètre 2212 depuis Moscou.

## Personnalités
- Anatoli Mamontov (1839-1905), éditeur russe.